# Абд ар-Рахман ибн Хабиб
Абу́ Хаби́б ‘Абд ар-Рахма́н ибн Хаби́б аль-Фихри́ (араб. أبو حبيب عبد الرحمن بن حبيب الفهري‎; ум. 755) — средневековый магрибский военный и государственный деятель, представитель клана Фихритов, в 745 году захвативший власть в Ифрикии и создавший фактически независимый от Омейядского халифа эмират.

## Происхождение
Абд ар-Рахман был сыном Хабиба ибн Абу Убейды, принадлежавшего к могущественному кайруанскому роду Фихритов, основателем которого был арабский завоеватель Магриба и строитель Кайруана Укба ибн Нафи аль-Фихри. Отец Абд ар-Рахмана, приходившийся внуком Укбе ибн Нафи, прославился тем, что в 716 году по приказу халифа Сулеймана убил андалузского наместника Абдул-Азиза ибн Мусу.

## Политическая биография
О ранней биографии Абд ар-Рахмана ибн Хабиба известно мало. В юности он принимал активное участие в военных походах своего отца в Сус, Марокко и на Сицилию. Его отец Хабиб ибн Абу Убейда в период смуты, охватившей Омейядский халифат, пытался сосредоточить в своих руках власть над Кайруаном, опираясь на местную ифрикийскую знать. Когда в 741 году Хабиб погиб в битве с сирийской армией халифа, возглавляемой амиром Кулсумом (Кольсумом) ибн Иядом, участвовавший в этом сражении Абд ар-Рахман с остатками войска бежал в аль-Андалуз. Однако в погружавшейся в анархию Испании Абд ар-Рахман не смог обосноваться надолго и, спасаясь от преследований своих противников, решил вернуться в Ифрикию.
В 744 году, когда халифат Омейядов окончательно погрузился в хаос гражданской войны, Абд ар-Рахман ибн Хабиб вместе со своими родичами, слугами и мавали высадился в Тунисе, провозгласил себя независимым правителем Ифрикии и потребовал от омейядского наместника Ханзалы ибн Сафвана сдать ему Кайруан. На столь дерзкий шаг его, вероятно, подвинула ожидаемая широкая поддержка кайруанцев. Ханзала ибн Сафван не располагал слишком большим войском, однако его военные силы безусловно превышали силы Абд ар-Рахмана, по крайней мере, в первое время. Опасаясь выступления сторонников Фихритов внутри города, Ханзала направил к Абд ар-Рахману своих военачальников для ведения переговоров, вероятно, рассчитывая с их помощью разведать военные силы противника и затянуть время до прихода помощи из Египта. Однако Абд ар-Рахман приказал немедленно заковать прибывших посланцев в кандалы и сделал их своими заложниками. Подступив к укреплениям Кайруана он объявил, что убьёт заложников, если с городских стен будет брошен хотя бы один камень. Ханзала столкнулся с тем, что внутри города также стали раздаваться требования сдать город, поступавшие как от сторонников Фихритов, так и от родственников и приближённых взятых в заложники военачальников. Вскоре омейядский наместник остался без всякой поддержки. Как сообщается, следуя заветам ислама, Ханзала ибн Сафван отверг мысль о гражданской войне между мусульманами и в феврале—марте 745 года добровольно покинул Кайруан и отправился в Сирию, проклиная Ифрикию, страну мятежей. После этого Абд ар-Рахман беспрепятственно занял столицу Ифрикии.
Абд ар-Рахману досталась страна, измученная чумой и голодом, свирепствовавшими в Ифрикии на протяжении семи предыдущих лет. В придачу к этому, по всей стране начались восстания берберских племён. Кайруан оказался в мятежном кольце. В течение нескольких следующих лет однако Абд ар-Рахман при поддержке своих родичей (сына, братьев, племянников) сумел победить каждое мятежное племя по отдельности, проявляя при этом неимоверную жестокость и наводя ужас на восставших. Около 747—748 годов в городе Тунис начался военный мятеж во главе с Урвой ибн Валидом, одновременно рядом с городом началось берберское восстание под руководством Ибн Аттафы аль-Азди. Собрав войска, Абд ар-Рахман объявил, что выступает в поход против Урвы ибн Валида. Подступив к Тунису, Абд ар-Рахман внезапно повернул войска против берберов Ибн Аттафы, застал их врасплох и полностью разгромил. Сам Ибн Аттафа был убит в бою. После этого войска Абд ар-Рахмана вошли в город и подавили мятеж. Урва ибн Валид бежал из города, но вскоре также был убит, а наместником Туниса Абд ар-Рахман поставил своего брата Амрана ибн Хабиба.
Ибн Хальдун, сообщая о выступлениях берберов-санхаджи против Абд ар-Рахмана в районе города Туниса в тот период, говорит о том, что первое восстание возглавил Сабит ибн Узидун, которому даже удалось захватить сам Тунис. Второе восстание возглавил суфрит Абдаллах ибн Сакердид. Таким образом эти берберские выступления носили не только национальный, но и религиозный характер, становясь в длинную череду хариджитских восстаний в Магрибе VIII века. Некоторые источники сообщают также о восстаниях арабов, поселившихся в своё время на побережье южнее города Туниса. Подавляя восстания арабов, Абд ар-Рахман использовал для расправы над ними пленных берберов. Один из авторов, сообщая о жестокостях Абд ар-Рахмана при усмирении мятежных племён и районов, отмечал, что «всё население Магриба было охвачено ужасом». После успешного подавления всех выступлений против его власти в Ифрикии Абд ар-Рахман предпринял грабительский набег на Тлемсен.
Укрепляя свою власть в Ифрикии, Абд ар-Рахман ибн Хабиб первое время добивался её признания Аббасидским халифатом, формально признавая себя вассалом халифа. Однако в итоге Абд ар-Рахман порвал отношения с Аббасидами и отказался посылать обычные дары вступившему на престол в 754 году халифу аль-Мансуру, затребовавшему в подарок рабов и невольниц. «Ифрикия ныне вся исламизирована, — писал Абд ар-Рахман в своём ответе халифу, — и угон в рабство отсюда прекращён». Когда халиф аль-Мансур потребовал от него повиновения, Абд ар-Рахман, вместо этого, предоставил убежище бежавшим от халифа Омейядам, одному из которых удалось достичь Кордовы и основать там собственный эмират.
Возрастание могущества Абд ар-Рахмана породили зависть и ненависть в его собственной семье, члены которой служили ему в качестве наместников и военачальников. среди последних особо выдвинулся брат Абд ар-Рахмана Ильяс ибн Хабиб. Вероятно, Ильяс рассчитывал занять престол после брата, однако тот назначил наследником своего сына Хабиба и всячески старался увеличить его авторитет среди подданных. Доходило до того, что Абд ар-Рахман публично приписывал сыну победы, одержанные Ильясом. Другим шагом, увеличившим ненависть Ильяса к брату, стала казнь двух омейядских принцев — двоюродных братьев жены Ильяса, которых Абд ар-Рахман приютил от преследований Аббасидов, а затем вдруг заподозрил в стремлении отнять у него власть. После того как Абд ар-Рахман открыто порвал с Аббасидами Ильяс организовал заговор, в который вошли ещё один их брат Абд аль-Варис ибн Хабиб и основные командиры войска Абд ар-Рахмана, рассчитывавшие вернуться под власть халифата. В 755 году, во время одной из встреч Абд ар-Рахмана со своими братьями-заговорщиками, Ильяс в ответ на предложение Абд ар-Рахмана отправиться в Тунис выхватил кинжал и вонзил его в грудь Абд ар-Рахмана, после чего изрубил его мечом, отсёк голову и вынес её другим членам заговора, ожидавшим снаружи. Убив брата, Ильяс приказал запереть все ворота дворца и схватить Хабиба, однако тому удалось скрыться и найти приют у Амрана ибн Хабиба в Тунисе.

## Наследники
После убийства Абд ар-Рахмана правителем Ифрикии был провозглашён Ильяс ибн Хабиб, против которого тут же выступили из Туниса сын Абд ар-Рахмана Хабиб и другой его брат Амран ибн Хабиб. После нескольких сражений противники пошли на переговоры и договорились о разделе Ифрикии на три удела: центральная часть с Кайруаном осталась за Ильясом, северо-восточное побережье с Тунисом — за Амраном, а южная часть, включая Гафсу и оазисы Кастилии, были отданы Хабибу ибн Абд ар-Рахману. Вскоре однако Ильяс расправился со своим братом Амраном и война между ним и Хабибом началась с новой силой. В том же 755 году Хабибу удалось победить своего дядю Ильяса и отрезать голову ему и нескольким его сановникам. Хабиб ибн Абд ар-Рахман стал правителем всей Ифрикии и объявил охоту на другого своего дядю-заговорщика Абд аль-Вариса ибн Хабиба, который бежал в горы Аурас, где укрылся у мятежных племён.